# Určice
Určice är en ort i Tjeckien.   Den ligger i regionen Olomouc, i den östra delen av landet, 200 km öster om huvudstaden Prag. Určice ligger 255 meter över havet och antalet invånare är 1 305.
Terrängen runt Určice är platt åt nordost, men åt sydväst är den kuperad.Runt Určice är det ganska tätbefolkat, med 116 invånare per kvadratkilometer. Närmaste större samhälle är Prostějov, 5,4 km nordost om Určice. Trakten runt Určice består till största delen av jordbruksmark.